# Харпер (Канзас)
Харпер (енгл. Harper) град је у америчкој савезној држави Канзас.

## Демографија
По попису из 2010. године број становника је 1.473, што је 94 (-6,0%) становника мање него 2000. године.
| Група             | 2000.         | 2010.         |
| Белци             | 1.524 (97,3%) | 1.297 (88,1%) |
| Афроамериканци    | 2 (0,1%)      | 3 (0,2%)      |
| Азијати           | 0 (0,0%)      | 1 (0,1%)      |
| Хиспаноамериканци | 19 (1,2%)     | 148 (10,0%)   |
| Укупно            | 1.567         | 1.473         |